# 50000 Квавар
Квавар, іноді Кваоар  (англ. Quaoar) — транснептуновий об'єкт, можливо карликова планета, в поясі Койпера, відомий також під постійним номером 50000. Він удвічі менший за Плутон — має 1110 км у діаметрі. Об'єкт виявили американські астрономи Чедвік Трухільйо та Майкл Браун у Паломарській обсерваторії 4 червня 2002 р.
У лютому 2007 року Майкл Браун виявив 80-кілометровий супутник Квавара, якому дали назву Вейвот.
Обидва об'єкти названо іменами міфологічних персонажів племені тонгва — корінних мешканців Південної Каліфорнії. Квавар — це бог-творець, а Вейвот — його син.

## Відкриття
6 липня 2002 року астрономи Чедвік Трухільйо та Майкл Браун проголосили про відкриття нового об'єкта в поясі Койпера. Відкриття було здійснене в Каліфорнійському технологічному інституті по зображенню, отриманому з 48-дюймового (1,22 м) телескопа Самуеля Ошина в Паломарській обсерваторії. Фактичне виявлення було зроблено 4 червня 2002 р., 05:41:40 за всесвітнім часом (UT), і проаналізовано 5 червня 2002 р. о 10:48:08 за літнім північноамериканським тихоокеанським часом (PDT). На момент виявлення об'єкт перебував у сузір'ї Змієносця і мав зоряну величину 18,5. Урочисто про відкриття об'єкта було повідомлено 7 жовтня 2002 року на засіданні Американського астрономічного товариства.
Спочатку об'єкт отримав тимчасове позначення 2002 LM60. Наданий після визначення орбіти постійний номер 50000 не є випадковим — круглими номерами відзначали особливо великі об'єкти поясу Койпера (приклад: 20000 Варуна). Хоча наступним нововідкритим об'єктам, (наприклад 136199 Еріс), номери призначали по порядку підтвердження їхнього відкриття.

## Назва
Об'єкт було запропоновано назвати «Кваваром», на честь бога-творця Тонгва. Тонгва — це місцеві жителі району довкола Лос-Анджелеса, де було зроблено відкриття Квавара. Браун та Трухільйо назвали об'єкт простішим для вимови словом «Квавар», оскільки оригінальна назва бога Тонгва вимовляється як «Куа-о-ар». Назву схвалив Міжнародний астрономічний союз (МАС).

## Орбіта

Орбіти Квавара (синім) і Плутона (червоним) — схематичне зображення.

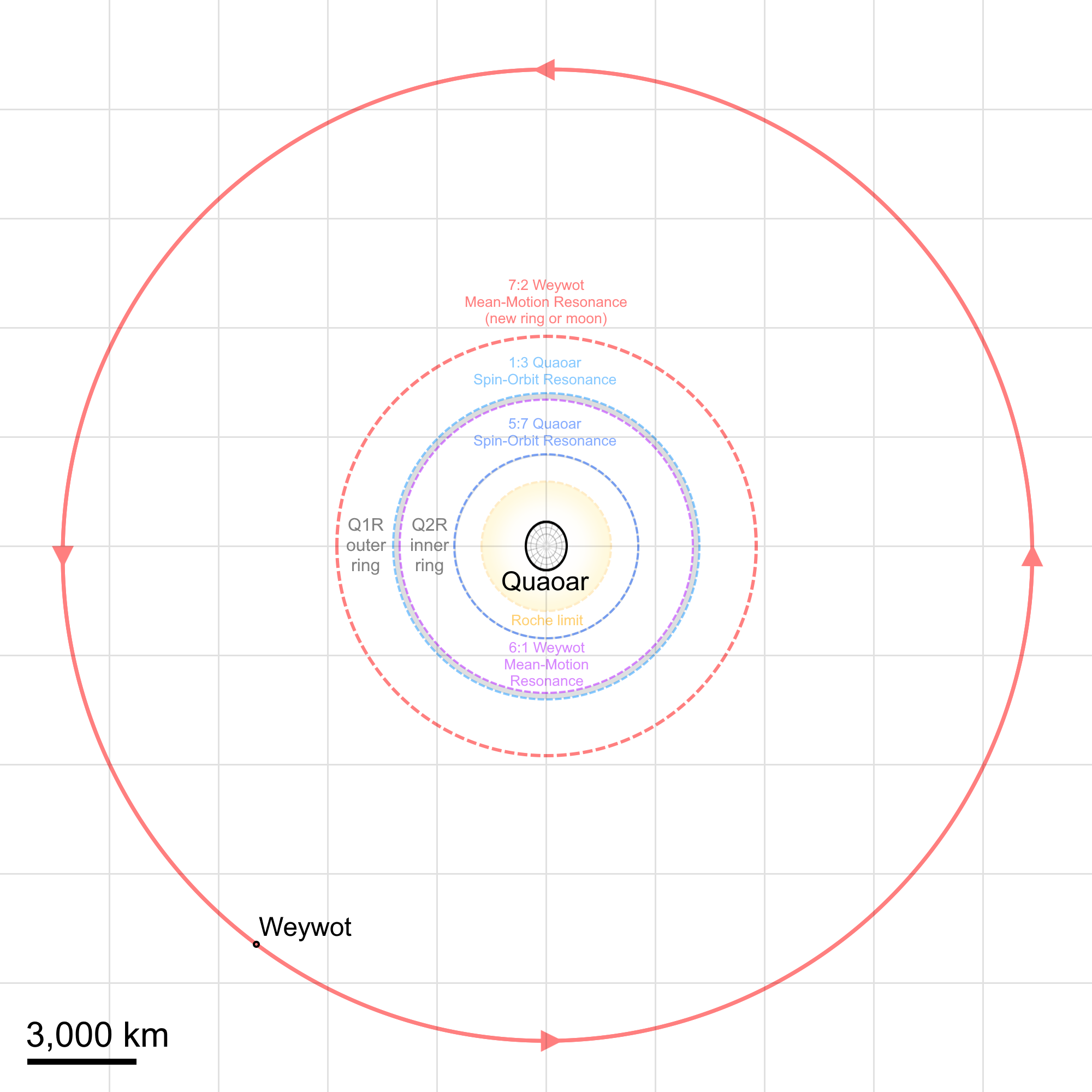
Квавар і Вейвот

Сидеричний період обертання становить 287,97 земного року. Орбіта має невеликий ексцентриситет ~0,038 і нахил ~8°.
Має супутник «Вейвот» (англ. Weywot) діаметр якого ~ 73 км.

## Фізичні характеристики
Діаметр об'єкта — приблизно 1110 км. Альбедо дорівнює ~ 0,11, маса ~1,4×1021. Оціночна густина становить ~ 1,9 г/см³, стандартна зоряна величина дорівнює 2,5.
На Кваварі були виявлені ознаки існування водяного льоду, що свідчить про можливий кріовулканізм. На його поверхні наявна невелика кількість метану, який вдалося утримати лише найбільшим об'єктам поясу Койпера[джерело?].

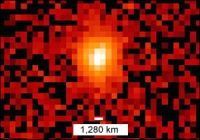
Квавар на фото телескопа «Хаббл»

## Система кілець
На основі даних кількох наземних телескопів, а також телескопа «Хеопс» про кілька епізодів покриття фонових зір, які відбулися протягом 2018—2021 років, навколо Квавара було виявлено систему кілець. Їхньою цікавою і поки що непоясненою особливістю є те, що вони розташовані на відстані, яка більше ніж усемеро перевищує радіус Квавара, — тобто далеко поза його порожниною Роша. За сучасними уявленнями, система кілець може сформуватися лише всередині порожнини Роша — так розташовані, наприклад, кільця Сатурна. Якщо ж кільця розташовані на більшій відстані, матеріал, з якого вони складаються мав би з часом «зібратися» в єдине тіло й утворити супутник. За космічними мірками цей процес надзвичайно швидкий: він триває лише кілька десятиліть, але з кільцями Квавара цього не відбулося. Можливою причиною існування кілець на такій великій відстані від батьківського тіла є дуже низькі температури в цій області Сонячної системи, які унеможливлюють злипання окремих частинок льоду.